# Mount Suydam
Mount Suydam är ett berg i Antarktis. Det ligger i Västantarktis. Argentina, Chile och Storbritannien gör anspråk på området. Toppen på Mount Suydam är 1 020 meter över havet.
Terrängen runt Mount Suydam är huvudsakligen platt, men söderut är den kuperad. Trakten är obefolkad. Det finns inga samhällen i närheten. 